# Teoría de Donaldson-Thomas
En matemáticas, específicamente en geometría algebraica la teoría de Donaldson-Thomas es la teoría de los invariantes Donaldson-Thomas. Dado un  espacio modular compacto de haces en una variedad de Calabi-Yau triple, su invariante Donaldson-Thomas es el número virtual de sus puntos, es decir, la integral de la cohomología clase 1 contra la clase fundamental virtual. El invariante Donaldson-Thomas es un equivalente holomorfo de la invariante Casson. Los invariantes fueron introducidos por Simon Donaldson y Richard Thomas en 1998. Los invariantes Donaldson-Thomas tienen estrechas relaciones con los invariantes Gromov-Witten de los triples algebraicos y con la teoría de las parejas estables debida a Pandharipande y Thomas.
La teoría de Donaldson-Thomas está motivada físicamente por ciertos estados BPS que se producen en la teoría de cuerdas y en la teoría de campo de gauge.

## Definición y ejemplos
La idea básica de los invariantes Gromov-Witten es sondear la geometría de un espacio mediante el estudio de mapas de superficies de Riemann a un objetivo suave. La pila de módulos de todos estos mapas admite una clase fundamental virtual, y la teoría de intersección en esta pila produce invariantes numéricos que a menudo pueden contener información enumerativa. En el mismo espíritu, el enfoque de la teoría de Donaldson-Thomas es el estudio de las curvas en un triple algebraico por sus ecuaciones. Más exactamente, mediante el estudio de haces ideales en un espacio. Este espacio de módulos también admite una clase fundamental virtual y produce ciertos invariantes numéricos que son enumerativos.
Mientras que en la teoría de Gromov-Witten, los mapas pueden ser múltiples cubiertas y componentes colapsados de la curva de dominio, la teoría de Donaldson-Thomas permite la información nilpotente contenida en los haces, sin embargo, estos son invariantes de valor entero. Hay conjeturas profundas debidas a Maulik, Okounkov, Nekrasov y Pandharipande, probadas con creciente generalidad, que las teorías Gromov-Witten y Donaldson-Thomas de triples algebraicos son en realidad equivalentes. Más concretamente, sus funciones generadoras son iguales después de un cambio apropiado de variables. Para triples Calabi-Yau, los invariantes Donaldson-Thomas se pueden formular como características ponderadas de Euler en el espacio de los módulos. También ha habido conexiones recientes entre estos invariantes, el álgebra motívica Hall y el anillo de funciones en el toro cuántico.
- El espacio de los módulos de las líneas en el quintico triple es un conjunto discreto de 2875 puntos. El número virtual de puntos es el número real de puntos y por lo tanto el invariante Donaldson-Thomas de este espacio de los módulos es el número entero 2875.
- Del mismo modo, el invariante Donaldson-Thomas del espacio módulos de cónicas en la ecuación del quíntico es 609 250.

## Hechos
- El invariante Donaldson-Thomas del espacio de los módulos M es igual a la característica de Euler ponderada de M. La función de peso asociados a cada punto en M un análogo del número de Milnor de una singularidad hiperplana.

## Generalizaciones
- En lugar de espacios modulares de haces, se tienen en cuenta los espacios módulares de objetos de categoría derivada. Eso da los invariantes Pandharipande-Thomas que cuentan parejas estables de un Calabi-Yau triple.
- En lugar de invariantes de valores enteros, se tienen en cuenta invariantes motívicas.